# Sergej Korsakov (ruimtevaarder)
Sergej Vladimirovitsj Korsakov (Russisch Cyrillisch: Сергей Владимирович Корсаков; 1 september 1984, Bisjkek, Kirgizië) is een Russisch kosmonaut die door Roscosmos in 2012 werd geselecteerd. 

## Opleiding
Korsakov studeerde in 2006 af aan de Technische Staatsuniversiteit van Moskou met een academische graad in raketmotoren. Na zijn selectie als kosmonaut in 2012 werd hij in 2014 aangesteld als testkosmonaut.

## Missies
Hij zou zijn eerste vlucht naar de ruimte maken in april 2021 als boordwerktuigkundige aan boord van Sojoez MS-18 met een verblijf aan boord van het internationale ruimtestation ISS maar werd in maart van dat jaar vervangen door Mark Vande Hei. Vervolgens werd hij toegewezen aan Sojoez MS-21 die op 18 maart 2022 met succes werd gelanceerd als onderdeel van ISS-Expeditie 66 en 67.